# Frank McCormick
Frank Andrew McCormick (Nueva York, Nueva York, 9 de junio de 1911-Manhasset, Nueva York, 21 de noviembre de 1982), más conocido como Frank McCormick, fue un jugador profesional estadounidense de béisbol que se desempeñó en la posición de primera base en las Grandes Ligas de Béisbol (MLB). Logró obtener el premio MVP (jugador más valioso).

## Carrera
McCormick jugó como profesional diez temporadas en Cincinnati Reds (1934, 1937-1945), después pasó a Philadelphia Phillies (1946-1947), luego a Boston Braves, donde jugó dos temporadas (1947-1948), y fue el equipo en el que se retiró.

## Premios
Fue galardonado con el MVP (jugador más valioso) en una oportunidad (1940).